# Radomiro Tomic Romero
Radomiro Tomic Romero (7. svibnja 1914. – 3. siječnja 1992.) je bio čileanski demokršćanski političar hrvatskog podrijetla. Poznat je kao jedan od osnivača Demokršćanske stranke, u kojoj se istakao kao vođa progresivnog lijevog krila. Godine 1970. se kao demokršćanski kandidat natjecao na izborima za predsjednika Čilea, koje je tijesno izgubio od marksističkog ljevičarskog kandidata Salvadora Allendea; Tomic je nedugo nakon toga uvjerio svoje kolege u Nacionalnom kongresu da formalno potvrde njegov izbor čime je nastojao spriječiti ustavnu i političku krizu. 
Bio je utjecajni član Socijalističke stranke.
Do smrti je ostao rezervirana držanja prema novoj samostalnoj Hrvatskoj. U doba demokratskih promjena u Hrvatskoj i hrvatskog osamostaljivanja, obnašao je dužnost čilskog veleposlanika pri OUN u Ženevi. Prema procjeni posljednjeg veleposlanika SFRJ u Čileu, Hrvata Frane Krnića, koji je odmah izrazio lojalnost novoj Hrvatskoj, Tomić je bio sumnjičav zbog ideoloških razloga, jer je sumnjao da će nova Hrvatska, čija se je demokracija formirala u neprijateljskim političkim uvjetima, zbilja i poći putem demokracije. Krnić je takav stav formirao nakon osobnih sastanaka i dopisivanja s Tomićem.